# Krasnogorskij rajon (Oblast' di Brjansk)
Il Krasnogorskij rajon (in russo Красногорский район?) è un rajon dell'Oblast' di Brjansk, nella Russia europea; il cui capoluogo è Krasnaja Gora. Istituito nel 1929, ricopre una superficie di 1.120 chilometri quadrati ed ospita una popolazione di circa 14.500 abitanti.